# صوتنة
الصوتنة[بحاجة لمصدر] (بالإنجليزية: Sonification)‏ هي استخدام الأصوات (غير الكلامية) في نقل المعلومات وقد استخدمت في عدة أجهزة منذ زمن وأشهر تلك الأجهزة عداد غايغر, كما تستعمل في الظروف التي تحتاج إلى انتباه دائم لبعض المعلومات كالعلامات الحيوية للمريض في قاعة العمليات.